# Alexandra Reid
Alexandra Reid (Denver, 25 gennaio 1994) è una pallavolista statunitense.
Gioca nel ruolo di schiacciatrice nel Thetis.

## Biografia
Figlia di Kathryn Dahlstrom, nasce a Denver, nel Colorado. Ha una sorella maggiore di nome Lauren. Nel 2012 si diploma alla Grandview High School e in seguito studia kiseniologia alla California State University, Long Beach.

## Carriera

### Club
La carriera di Alexandra Reid inizia nei tornei scolastici del Colorado con la Grandview HS. Dopo il diploma gioca a livello universitario, partecipando alla NCAA Division I dal 2012 al 2014 con la CSU Long Beach, trasferendosi nel 2015 alla Colorado State, dove conclude la sua carriera universitaria.
Nella stagione 2016-17 inizia la sua carriera professionistica nella Lentopallon Mestaruusliiga finlandese, giocando per due annate col LiigaPloki. Nel campionato 2018-19 si trasferisce in Grecia, disputando la Volley League con il Pannaxiakos, mentre nel campionato seguente gioca per un'altra formazione ellenica, il Thetis.